# 동주 최씨
동주 최씨(東州崔氏)는 강원특별자치도 철원군을 관향으로 하는 한국의 성씨이다. 시조는 고려 개국공신 최준옹(崔俊邕)이다.

## 시조
철원 최씨(鐵原 崔氏)의 시조 최준옹(崔俊邕)은 고려 태조를 도와 삼한공신(三韓功臣) 삼중대광 태사(三重大匡 太師)가 되었다. 
최준옹의 증손자 최석(崔奭, 1026년 ~ 1121년)이 1051년(문종 5) 과거에 장원으로 급제하여 좌습유(左拾遺)를 지내고, 1075년 형부시랑(刑部侍郞)으로 요나라에 가서 천안절(天安節)을 축하한 뒤 귀국하여 전중감지어사대사(殿中監知御史臺事)가 되었다. 1077년 좌간의대부(左諫議大夫)를 거쳐 1080년 동지중추원사(同知中樞院事)로 병마사(兵馬使)가 되어 정주(靜州)지방의 여진족(女眞族)을 정벌하였다. 1082년 이부시랑(吏部侍郞)으로 지공거(知貢擧)를 겸임하였다. 이듬해 중서시랑 동중서문하평장사(中書侍郎同中書門下平章事)를 거쳐 1086년(선종 3) 문하시랑평장사(門下侍郎平章事), 이듬해 권판상서이부사(權判尙書吏部事)·수국사(修國史)를 역임하였다. 1088년 판상서이부사(判尙書吏部事)를 거쳐 수태보 문하시랑 동중서문하평장사 판이예부사(守太保門下侍郎同中書門下平章事判吏禮部事)에 이르렀다. 
최석(崔奭)의 아들 최유청(崔惟淸)이 중서시랑평장사(中書侍郞平章事)에 이르렀다.

## 본관
동주(東州)는 철원의 옛 이름으로 강원도 북서부에 위치하는 지명으로 고구려의 철원(鐵圓) 또는 모을동비군(毛乙冬非郡)이었는데, 통일신라의 경덕왕때 철성군(鐵城郡)으로 고쳤다. 고려 태조때 동주(東州)로 고쳤고, 1310년(고려 충선왕 2)에 철원부(鐵原府)가 되었다. 조선시대인 1413년에 도호부(都護府)가 되어 경기도에서 강원도로 이속되었으며, 1895년(조선 고종 32)에 철원군으로 고쳤다. 

## 분파
- 지후공파(祗候公派) - 최후
- 정안공파(靖安公派) - 최당
- 문의공파(文懿公派) - 최선
- 원외공파(員外公派) - 최양
- 판윤공파(判尹公派)

## 역사 인물
- 최석 - 최준옹의 증손, 고려 문종 때 문하시랑평장사를 지냈다.
- 최유청 - 최준옹의 고손, 고려 명종 때 집현전 대학사를 지냈다.
- 최당 - 최유청의 넷째 아들, 고려 신종 때 문하평장사를 지냈다.
- 최선 - 최당의 동생, 고려 문하시랑평장사를 지냈다.
- 최종준 - 최유청의 손자, 고려 고종 때 문하시중을 지냈다.
- 최원직 - 최영의 아버지, 사헌부 간관을 지냈다.
- 최영 - 고려 말기의 명장. 10여 차례에 걸친 왜구 소탕과 함께 수차례의 내란에 공로를 세웠다.

## 집성촌
- 경기도 파주군 적성면 율포리
- 강원도 강릉시 성덕면 병산리
- 경상북도 고령군 덕곡면 반성리
- 경상북도 고령군 대가야읍 중화리

## 고려 왕실과의 인척관계
- 우왕비 영비 최씨

## 조선 왕실과의 인척 관계
- 익안대군(조선 태조의 삼남)비 삼한국대부인 철원 최씨(정경옹주)
- 의평군(조선 정종의 서자)비 군부인 철원 최씨

## 인구
- 2000년 11,699명
- 2015년 동주 최씨 3,647명 + 철원 최씨 11,403명 = 15,050명[2]